# 상대성 원리
물리학 에서 상대성 원리는 물리 법칙을 설명하는 방정식이 모든 허용 가능한 기준틀 에서 동일한 형식을 가져야 한다는 요구 사항이다.
예를 들어, 특수 상대성 이론의 틀에서 Maxwell 방정식은 모든 관성 참조 프레임에서 동일한 형식을 갖는다. 일반 상대성 이론의 틀에서 Maxwell 방정식 또는 Einstein 방정식은 임의의 프레임에서 동일한 형식을 갖는다.

묵시적( 뉴턴 역학 에서와 같이) 또는 명시적으로( 알버트 아인슈타인의 특수 상대성 이론 및 일반 상대성 이론에서와 같이) 여러 상대성 원리가 과학 전반에 걸쳐 성공적으로 적용되었다.

## 기본 개념
상대성 원리는 대부분의 과학 분야에서 널리 가정되었다. 가장 널리 퍼진 것 중 하나는 모든 자연 법칙은 항상 동일해야 한다는 믿음이다. 과학적 조사는 일반적으로 자연 법칙을 측정하는 사람과 상관없이 동일하다고 가정한다. 이러한 종류의 원칙은 가장 기본적인 수준에서 과학적 탐구에 통합되었다.
모든 상대성 원리는 자연법칙의 대칭성을 규정한다. 즉, 법칙은 한 관찰자에게 다른 관찰자에게와 마찬가지로 동일하게 보여야 한다. 뇌터 정리 라는 이론적 결과에 따르면 이러한 대칭은 또한 보존 법칙 을 함축한다. 예를 들어, 다른 시간에 두 명의 관찰자가 동일한 법칙을 본다면 에너지 라는 양이 보존 된다. 이러한 관점에서 상대성 원리는 자연이 어떻게 행동하는지에 대해 검증 가능한 예측을 하며 과학자들이 어떻게 법칙을 작성해야 하는지에 대한 진술이 아니다.

## 특수 상대성 원리
특수 상대성 원리에 따르면 물리 법칙은 모든 관성 기준계 에서 동일해야 하지만 비관성 기준계에서는 다를 수 있다. 이 원리는 뉴턴 역학 과 특수 상대성 이론 모두에서 사용된다. 후자에 대한 그것의 영향력은 너무 강해서 막스 플랑크는 그 원리를 따서 이론이라고 명명했다.
이 원리는 물리적 법칙이 정지해 있는 물체와 마찬가지로 일정한 속도로 움직이는 모든 물체에 대해 동일해야 한다는 것을 요구한다. 결과적으로 관성 기준 좌표계의 관찰자는 공간에서 절대 속도나 이동 방향을 결정할 수 없으며 다른 물체에 대한 상대적인 속도나 방향에 대해서만 말할 수 있다.

## 일반 상대성 원리
일반 상대성 원리에 따르면, 물리 법칙은 관성이든 비관성이든 모든 기준 좌표계에서 동일하다. 가속 하전 입자는 싱크로트론 복사를 방출할 수 있지만 정지 상태의 입자는 그렇지 않다. 비관성 정지 프레임에서 동일한 가속 하전 입자를 고려하면 정지 상태에서 복사를 방출한다.

## 같이 보기
- 등가원리
- 일반 상대성이론
- 특수 상대성이론

1. ↑  Deriglazov, Alexei (2010). 《Classical Mechanics: Hamiltonian and Lagrangian Formalism》. Springer. 111쪽. ISBN 978-3-642-14037-2. Extract of page 111
2. ↑  Schwarzbach, Bertram E.; Kosmann-Schwarzbach, Yvette (2010). 《The Noether Theorems: Invariance and Conservation Laws in the Twentieth Century》. Springer. 174쪽. ISBN 978-0-387-87868-3. Extract of page 174
3. ↑  Weistein, Galina (2015). 《Einstein's Pathway to the Special Theory of Relativity》. Cambridge Scholars Publishing. 272쪽. ISBN 978-1-4438-7889-0. Extract of page 272